# نقش‌برجسته پارتی
نقش برجسته پارتی مربوط به دوره اشکانیان است و در ۶۵ کیلومتری جنوب شرقی فیروزآباد واقع شده و این اثر در تاریخ ۱۰ آذر ۱۳۵۴ با شمارهٔ ثبت ۹۳۹ به‌عنوان یکی از آثار ملی ایران به ثبت رسیده است.